# Scorpis

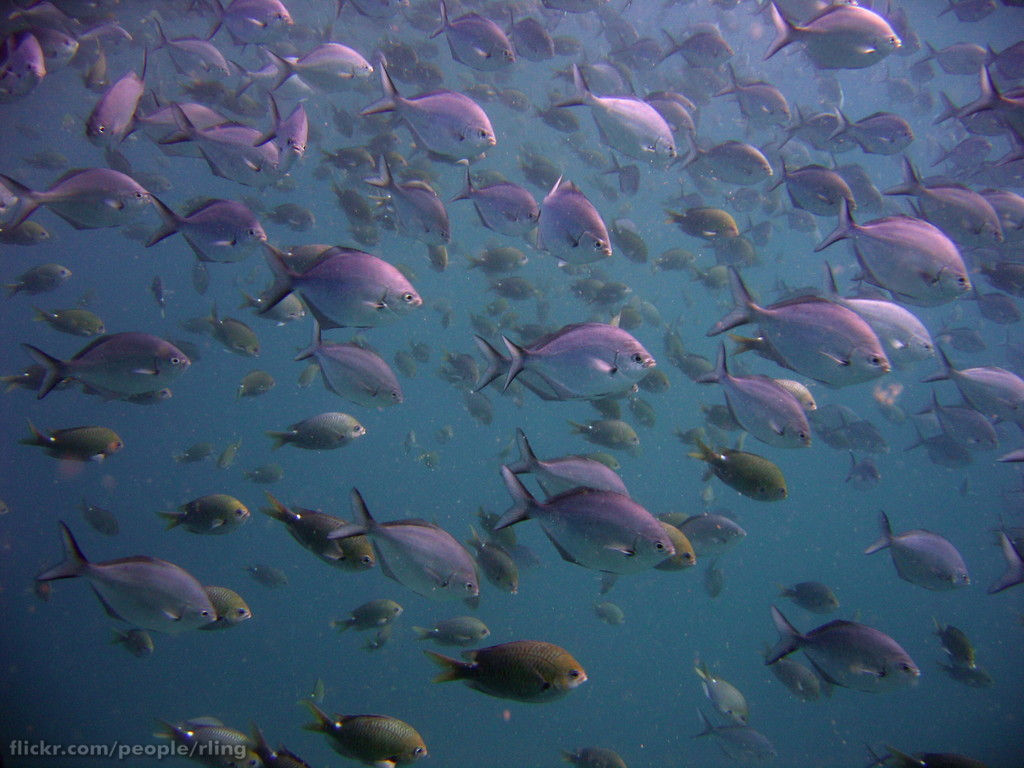
Exemplars de Scorpis lineolata fotografiats a Sydney (Nova Gal·les del Sud, Austràlia)

Scorpis és un gènere de peixos pertanyent a la família dels kifòsids.

## Taxonomia
- Scorpis aequipinnis (Richardson, 1848)[2]
- Scorpis chilensis (Guichenot, 1848)[3]
- Scorpis georgiana (Valenciennes, 1832)[4]
- Scorpis lineolata (Kner, 1865)[5]
- Scorpis violacea (Hutton, 1873)[6][7][8][9][10][11][12]